# Simona Colarizi
Simona Colarizi (Modena, 25 dicembre 1944) è una storica italiana.

## Biografia
Laureatasi in Lettere presso l'Università degli Studi di Roma "La Sapienza" nel 1967, discutendo una tesi in Storia Moderna dal tema Le origini del fascismo in Puglia con relatori Renzo De Felice e Rosario Romeo, nel triennio successivo gode di una borsa di studio del CNR e partecipa alla ricerca defeliciana su Partito, Stato e Società civile nell'Italia Fascista.

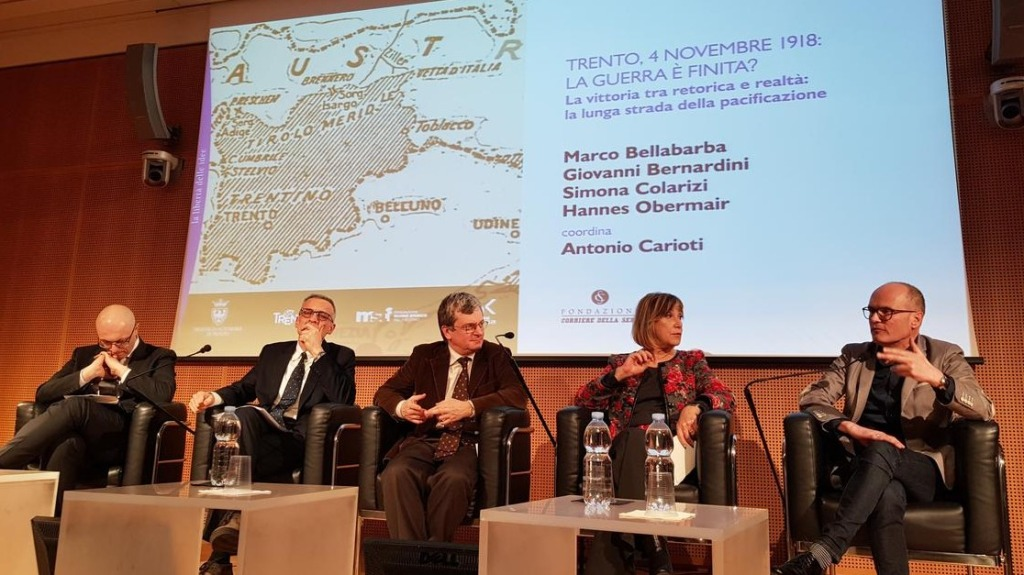
Simona Colarizi, seconda da destra (2018)

Nel 1970 è nominata professoressa incaricata di Storia del sindacalismo e del movimento operaio presso la Facoltà di Giurisprudenza dell'Università degli Studi di Camerino. La stessa nel 1973 la incaricherà di insegnare Storia dei partiti e dei movimenti politici.
Nel 1976 vince il concorso a cattedra di Storia dei partiti e dei movimenti politici (gruppo Storia contemporanea) divenendo professoressa straordinaria di Storia dei partiti e dei movimenti politici sempre nel corso di Laurea in Scienze Politiche alla Facoltà di Giurisprudenza dell'Università degli Studi di Camerino, facoltà della quale diverrà preside nel 1979.
Nel 1979 è nominata professoressa ordinaria e nel 1983 si trasferisce alla Facoltà di Scienze Politiche dell'Università degli Studi di Napoli "Federico II" dove continua a insegnare Storia dei partiti e dei movimenti politici. Qui nel 1987 ottiene la cattedra di Storia contemporanea mantenendo la supplenza dell'insegnamento di Storia dei partiti e dei movimenti politici.
Nel 1992 ottiene prima la supplenza di Storia contemporanea alla Facoltà di Sociologia dell'Università degli Studi di Roma "La Sapienza", e poi il trasferimento nel 1995.
Nel 2000 è nominata Direttrice del Dipartimento Innovazione e Società (DIeS) dell'Università degli Studi di Roma "La Sapienza".
Nel 2001 entra a far parte della Facoltà di Scienze della Comunicazione dell'Università di Roma “La Sapienza” e nel 2005 è eletta Presidente del Corso di Laurea Interfalcoltà in Scienze Sociali della Cooperazione, dello Sviluppo e delle relazioni tra i popoli.

## Opere
- Dopoguerra e fascismo in Puglia (1919-1926), Bari, Laterza, 1971.
- I democratici all'opposizione. Giovanni Amendola e l'Unione Nazionale (1922-1926), Bologna, il Mulino, 1973.
- Classe operaia e ceti medi. La strategia delle alleanze nel dibattito socialista degli anni Trenta, Venezia, Marsilio, 1976.
- L'Italia antifascista dal 1922 al 1940. La lotta dei protagonisti, a cura di, Roma-Bari, Laterza, 1976.
- Curatela di Paolo Spriano, Intervista sulla storia del PCI, Roma-Bari, Laterza, 1979.
- Storia d'Italia, XXIII, La seconda guerra mondiale e la Repubblica (1938-1958), Torino, UTET, 1984. ISBN 88-02-03795-7.
- L'opinione degli italiani sotto il regime (1929-1943), Roma-Bari, Laterza, 1991. ISBN 88-420-3769-9.
- Storia dei partiti nell'Italia repubblicana, Roma-Bari, Laterza, 1994. ISBN 88-420-4418-0; 1996. ISBN 88-420-5072-5.
- Biografia della Prima Repubblica, Roma-Bari, Laterza, 1996. ISBN 88-420-4908-5.
- Storia del Novecento italiano, Milano, Biblioteca universale Rizzoli, 2000. ISBN 88-17-11876-1.
- La cruna dell'ago. Craxi, il partito socialista e la crisi della Repubblica, con Marco Gervasoni, Roma-Bari, Laterza, 2005. ISBN 88-420-7790-9.
- La memoria e il tempo, III, Il secolo XX e le prospettive del secolo XXI, con Guido Martinotti, Milano, Einaudi Scuola, 2006. ISBN 978-88-286-0542-3.
- Storia politica della Repubblica. Partiti, movimenti e istituzioni, 1943-2006, Roma-Bari, Laterza, 2007. ISBN 978-88-420-8259-0.
- Storia del Corriere della sera, II, Il “Corriere” nell'età liberale, Milano, Rizzoli-Fondazione Corriere della sera, 2011. ISBN 978-88-96820-24-7.
- La tela di Penelope. Storia della seconda Repubblica, con Marco Gervasoni, Roma-Bari, Laterza, 2012. ISBN 978-88-420-5432-0.
- Storia d'Italia in 100 foto, con Vittorio Vidotto ed Emilio Gentile, Roma-Bari, Laterza, 2017
- Novecento in Europa. L'illusione, l'odio, la speranza, l'incertezza, Roma-Bari, Laterza, 2017
- Un Paese in movimento. L'Italia negli anni Sessanta e Settanta, Roma-Bari, Laterza, 2019
- Passatopresente. Alle origini dell'oggi 1989-1994, Laterza, 2022
- La Resistenza lunga. Storia dell' antifascismo 1919-1945, Roma-Bari, Laterza, 2023